# (6093) Makoto
(6093) Makoto est un astéroïde de la ceinture principale.

## Description
(6093) Makoto est un astéroïde de la ceinture principale. Il fut découvert le 30 août 1990 à Kitami par Kin Endate et Kazuro Watanabe. Il présente une orbite caractérisée par un demi-grand axe de 2,48 UA, une excentricité de 0,13 et une inclinaison de 6,2° par rapport à l'écliptique.

## Compléments